# プレイボーイ
プレイボーイ（playboy）とは、カタカナ英語で男性の遊び人、色男などを意味する。おもに、女性を次々と誘惑したり虜にするような、魅力的でやり手の男性を意味する。カタカナ英語のプレイボーイの意味は、英語で「woman chaser」や「ladies' man 、womanizer（女たらし）」、「philanderer（性豪）」と表現する。
英語でplayboyという場合は、金持ちであることが第一の必須条件となる。第二の必須条件は、働く必要がないため、暇な時間が充分あること、第三の必須条件は、その金と時間を贅沢に使って、快楽を追い求めることである。恋愛に関することだけでなく、多趣味な男性や多才な男性といった意味合いも含まれている。一部の外来語辞典などでは「プレーボーイ」とも表記される。
同義語には、フランス語のジゴロがある。また、プレイボーイの代名詞的な人物には、スペインの伝説上の貴族ドン・ファン、イタリアに実在した作家ジャコモ・カサノヴァ（カサノバ）、ドミニカ共和国の外交官だったポルフィリオ・ルビロサなどがいる。
対語はプレイガール (playgirl) である。カタカナ英語のプレイガールの意味は、英語では「flirt」などと表現する。